# Mèo máy Kuro
Mèo máy Kuro (サイボーグクロちゃん Saibōgu Kurochan) là một series shōnen manga được tạo ra bởi Yokouchi Naoki, đăng thường niên trên tạp chí Comic BonBon của Kodansha. 11 tập manga đã ra mắt từ 1998 đến 2002. Cốt truyện phim xoay quanh một chú mèo nhà bị một ông tiến sĩ điên rồ bắt và biến nó thành một con mèo máy với mưu đồ sẽ tạo ra một binh đoàn robot thâu tóm thế giới. May thay con chip điều khiển của Kuro hỏng, nó trốn thoát khỏi ông tiến sĩ và trở thành một con mèo bảo vệ mọi người. Kuro có nhiều kĩ năng khác nhau như giúp mọi người thoát khỏi những tình huống khó khăn, di chuyển trong không gian hoặc vũ trụ và chiến đấu với những con robot khác.
Mèo máy Kuro được chuyển thể thành một series dài 66 tập, sản xuất bởi Studio Bogey. Anime được phát sóng trên TV Tokyo từ 2 tháng 10 năm 1999 đến 6 tháng 1 năm 2001. Sau đó tác phẩm được xuất sang một số quốc gia trên thế giới. Tại Việt Nam, phim từng được Công ty Cổ phần Truyền thông Trí Việt (TVM Corp.) mua bản quyền và phát sóng trên kênh HTV3 lần đầu từ 7 tháng 1 năm 2009 đến 5 tháng 4 năm 2009.

## Cốt truyện
Kuro là một con mèo của ông bà. Nó là con mèo mạnh khoẻ nhất khu phố, nhưng công việc hằng ngày chỉ là trông nom nhà cửa. Cuộc sống của nó rất bình yên và hạnh phúc; cho đến một ngày, trên đường đến thăm nhà cô chó Pooley để bày tỏ tình cảm, Kuro bị tiến sĩ Go (hay Mawari) bắt cóc. Với âm mưu mượn tay Kuro thâu tóm thế giới, nó bị biến thành mèo máy. Tuy nhiên, Kuro không khuất phục, mà còn tìm cách trốn thoát và trả thù tiến sĩ Go. Tiếp đó, nó phá nát phòng thí nghiệm và dùng cơ thể mới (đã được lắp sẵn những vũ khí khoa học tối tân) giải cứu thế giới khỏi những âm mưu đen tối.

## Nhân vật chính
- Kuro (Tiếng Nhật: (クロちゃん) - một con mèo bị tiến sĩ Go bắt cóc vào tái tạo thành mèo máy, được trang bị trong người một hệ thống vũ khí tối tân. Cậu khá nóng tính, chỉ cần không vừa ý là sẵn sàng nổ súng vào người khác, nhưng lại rất tốt bụng, hào hiệp, đôi khi làm việc hơi quá tay nên cũng gây rắc rối cho người khác. Cậu được nuôi bởi hai ông bà già tốt bụng nhưng lẩm cẩm, và thường rất mệt mỏi khi phải lo cho họ. Họ không hề biết gì về thân phận nửa mèo nửa máy của cậu. Cậu từng có một thời gian dài sống trong một đàn mèo hoang, dưới sự dẫn dắt của một con mèo cam sọc vằn như hổ tên là Matatabi, nhưng rốt cuộc lại bị bầy đàn xua đuổi do hiểu lầm. Cậu có một cái lốt dự trữ khá thú vị, đó là một con gà lông trắng tròn quay và nhìn rất hậu đậu.
- Mikun (Tiếng Nhật:ミーくん) là con mèo máy mang số 1 trong bộ năm con mèo máy của tiến sĩ Go được lập trình để thống lĩnh thế giới và đánh với Kuro, nhưng sau đó đã trở thành một người bạn thân của Kuro. Đồng thời, cậu là người thân thiết nhất với tiến sĩ Go. Tính tình của cậu điềm đạm hơn Kuro một chút, nhưng nhiều khi cũng gây rối cho người khác. Cậu còn là một người nấu ăn rất giỏi (chuyên môn lo việc bếp núc cho tiến sĩ Go). Trước đây,mẹ của cậu từng bị một kẻ thù của tiến sĩ Go là tiến sĩ Temboy giết chết. Cậu có cái lốt là một con chó lông nâu.
- Tiến sĩ Bruno vì muốn có Kuro đã bắt cóc Lolo Tacio và Lola Loleng. Kuro đã đến giải cứu chúng, đánh bại tiến sĩ Bruno. Sau này họ trở thành bạn bè.
- Tiến sĩ Go(Tiếng Nhật: 剛くん) một thiên tài đầu óc không bình thường, luôn ấp ủ ước mơ thống lĩnh thế giới. Tuy vậy, khi gặp khó khăn, tiến sĩ vẫn sát cánh cùng Kuro cũng như giúp đỡ Kuro trong cuộc sống. Ý muốn chinh phục thế giới của ông dần mai một,thay vào đó là những cuộc phiêu lưu, kỉ niệm và tình bạn đối với những người bạn rất tốt.
- Suzuki Ichiro (Tiếng Nhật:鈴木 一郎) một con người được Kuro cứu trong lúc giao chiến với tiến sĩ Go. Suzuki quyết định tôn Kuro làm sư phụ và sẵn sàng làm theo mọi yêu cầu của Kuro.
- Kotaro (Tiếng Nhật:コタロー) Trước đây là một cậu nhóc thông minh nhưng lại bị hoang tưởng,chỉ biết chìm ngập trong những trò chơi ảo để tìm kiếm một thế giới tốt hơn. Nhưng sau đó, nhờ Kuro và Mikun, cậu đã hiểu ra và dùng đầu óc của mình cho những việc có ích, và trở thành một người bạn thân thiết của nhóm Kuro.Cậu đi theo TS Go.
- Nana (Tiếng Nhật:ナナちゃん) Được Kotaro chế tạo từ một chiếc bóng đèn, và là một cô bé khá dễ thương. Cô rất thích Kuro, và cách thể hiện tình cảm của cô nhiều khi lại khiến cho Kuro gặp rất nhiều rắc rối. Cô nhiệt tình, tốt bụng nhưng đôi khi cũng gây rắc rối cho người khác.

## Tác phẩm

### Manga
Manga được đăng trên vol 11 của Kodansha trong khoảng 1998 và 2002. Phim từng được xuất bản ở Indonesia bởi M&C Comics.
Phần tiếp theo là Cyborg Kuro-chan: Extra Battle (サイボーグクロちゃん 番外バトル Saibōgu Kurochan Bangai Batoru) được xuất bản từ 2005 đến 2006. Cũng giống như bản gốc, truyện được phát hành tại Indonesia bởi M&C Comics.
Danh sách này không đầy đủ, bạn cũng có thể giúp mở rộng danh sách.
| #  | Ngày phát hành Tiếng Nhật | ISBN Tiếng Nhật   |
| -- | ------------------------- | ----------------- |
| 01 | 6 tháng 2 năm 1998        | 978-4-06-321832-9 |
| 02 | ngày 7 tháng 5 năm 1998   | 978-4-06-321839-8 |
| 03 | 4 tháng 9 năm 1998        | 978-4-06-321848-0 |
| 04 | 5 tháng 2 năm 1999        | 978-4-06-323861-7 |
| 05 | 4 tháng 6 năm 1999        | 978-4-06-323873-0 |
| 06 | 5 tháng 11 năm 1999       | 978-4-06-323884-6 |
| 07 | 6 tháng 4 năm 2000        | 978-4-06-323894-5 |
| 08 | 4 tháng 8 năm 2000        | 978-4-06-323904-1 |
| 09 | 6 tháng 2 năm 2001        | 978-4-06-323912-6 |
| 10 | 6 tháng 8 năm 2001        | 978-4-06-323926-3 |
| 11 | 5 tháng 1 năm 2002        | 978-4-06-323937-9 |

## Lồng tiếng
Phân vai
| Nhân vật         | Diễn viên lồng tiếng Nhật | Diễn viên lồng tiếng Việt |
| ---------------- | ------------------------- | ------------------------- |
| Kuro             | Sakamoto Chika            | Lâm Quốc Tín              |
| Nana             | Tsunakake Hiromi          | Nguyễn Vũ Minh Chuyên     |
| Tiến sĩ Go       | Furusawa Tohru            | Tạ Bá Nghị                |
| Ông Kuro         |                           | Tất My Ly                 |
| Bà Kuro          |                           | Võ Huyền Chi              |
| Mikun            | Tezuka Chiharu            | Nguyễn Anh Tuấn           |
| Romeo            | Okano Kousuke             | Hồ Tiến Đạt               |
| Suzuki           |                           | Hồ Chơn Nhơn              |
| Kotaro           | Komatsu Rika              | Võ Huyền Chi              |
| Juliet           | Yoshida Sayuri            | Nguyễn Thụy Thùy Tiên     |
| Matatabi         | Ohmoto Makiko             | Thái Minh Vũ              |
| Reiko            |                           | Trương Ngọc Châu          |
| Người dẫn chuyện | Tatsuta Naoki             | Nguyễn Trí Luân           |

Âm nhạc
Phiên bản tiếng Việt:
- Bài hát mở đầu: Kuro đã đến đây do Huyền Chi viết lời Việt và trình bày bởi Quốc Tín và Huyền Chi
- Bài hát kết thúc: Câu chuyện Kuro do Huyền Chi viết lời Việt và được trình bày bởi Thùy Dung, Huyền Chi và Thùy Tiên.